# El Campo
El Campo é uma cidade localizada no estado norte-americano do Texas, no Condado de Wharton.

## Demografia
Segundo o censo norte-americano de 2000, a sua população era de 10.945 habitantes.
Em 2006, foi estimada uma população de 10.816, um decréscimo de 129 (-1.2%).

## Geografia
De acordo com o United States Census Bureau tem uma área de
19,3 km², dos quais 19,3 km² cobertos por terra e 0,0 km² cobertos por água. El Campo localiza-se a aproximadamente 32 m acima do nível do mar.

## Localidades na vizinhança
O diagrama seguinte representa as localidades num raio de 36 km ao redor de El Campo.